# Rockandrolle
Rockandrolle – kompilacyjny album zespołu Maanam wydany w październiku 1997 roku nakładem wytwórni Kamiling Co i Pomaton EMI będący zbiorem najszybszych i najbardziej dynamicznych utworów zespołu. Album sprzedał się w nakładzie 50 tysięcy egzemplarzy. Aby promować płytę zespół wyruszył w trasę koncertową pod tym samym tytułem, podczas której zaprezentował kilka utworów z niej pochodzących m.in. nową wersję Hamleta zatytułowaną „Hamlet 1997”, „Żądza pieniądza”, „Szare miraże”, „Zdrada” czy „Raz-dwa, raz-dwa”. Nagranie z tego koncertu zostało wydane na płycie DVD Maanamu Złote DVD Vol. 1.

## Lista utworów
1. „Hamlet 1997” – 3:08
2. „Boskie Buenos” – 3:25
3. „Karuzela marzeń” – 3:46
4. „Szare miraże” – 3:31
5. „Żądza pieniądza” – 4:32
6. „Oddech szczura” – 3:19
7. „Och, ten Hollywood” – 3:41
8. „Cykady na Cykladach” – 2:56
9. „O! Nie rób tyle hałasu” – 3:33
10. „Paranoja jest goła” – 5:20
11. „An-24” – 1:37
12. „Zdrada” – 3:16
13. „Raz-dwa, raz-dwa” – 1:58
14. „Jesteśmy ze stali” – 4:13
15. „Lipstick on the glass” – 3:04
16. „Samotność mieszka w pustych oknach” – 3:19
17. „Wieje piaskiem od strony wojny” – 2:57
18. „Nic dwa razy” – 2:17
19. „Twist” – 3:16
20. „Mówią, że miłość mieszka w niebie” – 5:29
21. „Smycz” – 3:02

### Od wydawcy
„Oddajemy w Wasze ręce płytę, na którą wielu z Was czekało od dawna. MAANAM "Rockandrolle" to album dla tych wszystkich, którzy chcą mieć na jednej płycie wszystkie najbardziej "ostre", szybkie i dynamiczne utwory: począwszy od najwcześniejszych legendarnych "Buenos Aires", "Szarych Miraży", "Karuzeli", "Żądzy pieniądza" do "Smyczy" i nowej wersji "Hamleta".
Macie przed sobą materiał, który nie jest jedynie zwykłą składanką. Selekcji utworów dokonał sam zespół tak, aby tworzyły zwartą, dynamiczną, dramaturgiczną całość. Stąd też inna niż na poszczególnych płytach kolejność, a także drobne przesunięcia chronologiczne. 
Aby zapewnić jak najwierniejsze brzmienie, mastering wszystkich utworów został dokonany w londyńskim studio... Mimo że są tutaj utwory doskonale znane z radia, telewizji i tysięcy koncertów, to płyta sprawia wrażenie zupełnie nowej jakości.
I jeszcze jedno! Ci, którzy uważają, że MAANAM był najostrzejszy w swoich wczesnych utworach, dzięki tej płycie będą się mogli wreszcie przekonać, jak jest naprawdę.
[Wydawca]”

{{Cytat}} Brakujące pola: treść. Przestarzałe pola: 1.

## Marek Jackowski o utworach
- „Hamlet '97” – do tej wersji „Hamlet” nigdy nie był nagrany przez oryginalny skład MAANAMU. W 1979 roku mimo że próby odbywały się już z braćmi Olesińskimi, w nagraniu wzięli udział wynajęci muzycy z zespołu Dżamble (sensacja!). Kora ze swoją pierwszą nagraną piosenką znalazła się dosłownie znikąd na drugim miejscu listy przebojów studia „Gama” w lipcu 1979 roku. Przegrała tylko z... Niemenem.
- „Boskie Buenos” – trzęsienie ziemi na festiwalu w Opolu w 1980 roku. Tak zwana branża nie mogła uwierzyć w to, co się stało. Był to prawdziwy koniec starej i początek nowej ery w polskiej muzyce rozrywkowej. Kora stała się gwiazdą.
- „Szare miraże” – po 17 latach na koncertach „Wielkiej Majówki” 1997 znowu jeden z najgoręcej przyjmowanych utworów. Należy do ulubionych piosenek zespołu.
- „Żądza pieniądza” – pierwszy wielki sukces telewizyjny Kory i MAANAMU. Na koncertach prawdziwy popis Ricarda Olesińskiego.
- „Karuzela marzeń” – najczęściej grany utwór w historii koncertów zespołu. Chyba wiecie dlaczego.
- „Oddech szczura” – wyszedłem przed blok, w którym mieszkałem i zobaczyłem czterech czy pięciu malowniczych punkowców-nowofalowców. Wróciłem do domu i utwór powstał w 5 minut. Rock and roll, którego publiczność domaga się najczęściej.
- „Och, ten Hollywood” – Zbigniew Namysłowski jeden z najsłynniejszych polskich jazzmanów, który tu gra na sax-alcie po wysłuchaniu tego utworu w studio przed nagraniem krzyczał: „Panowie! Przecież to jest popelina!”. Wtedy wziąłem go na stronę i powiedziałem: „Zbyszku! To przecież tylko rock and roll. Nie powiesz mi, że prawdziwy jazzman nie potrafi zagrać rock and rolla”. Po trzech minutach wziął saksofon i rezultat właśnie słyszycie.
- „Mówią, że miłość...” – ta wersja powstała wcześniej, repryza później. Wszelkie moje słowa są tu zbędne.
- „Wieje piaskiem od strony wojny” – zespół gra tak głośno, że Kora musi śpiewać w specjalny sposób na koncercie, ale publiczność zna tekst i śpiewa razem z nią.
- „Paranoja jest goła” – ciężka praca gitarowa i wokalna! Palce były prawie poprzecinane do krwi, ale „Paranoję” gramy do dziś – klasyk.
- „Smycz” – decyzja o wydaniu płyty Rockandrolle była już podjęta, tak więc „Smycz” była nieunikniona.
- „O!” – uwielbialiśmy grać ten utwór na koncertach. Publiczność wstawała z miejsc i rozlegało się szalone, zwariowane „Oooooooooo!!!”. Pierwszy numer jeden na I liście przebojów Marka Niedźwieckiego.
- „Zdrada” – stan wojenny – koniec czarowania się. Jedna z nielicznych solówek Marka Jackowskiego.
- „Samotność mieszka w pustych oknach” – powrót MAANAMU po kilku latach przerwy i płyta Derwisz i anioł i „Samotność”. Na wszystkich gitarach gram tutaj sam. Tak brzmi Schecter i Telecaster na wzmacniaczach Mesa-Boogie. Poetycki jak na rock and roll tekst Kory, ale prawdziwy.
- „Twist” – jeden z naszych absolutnie ukochanych utworów i na koncercie i w domu i w radio. Samo się gra a Ricardo przeszedł sam siebie.
- „Raz-dwa, raz-dwa” – utwór powstał w 10 minut w klubie „Rotunda” w Krakowie. Należy do żelaznych faworytów naszych i publiczności.
- „An-24” – utwór „Ricarda”. Najkrótszy i najszybszy. Słodki, jak mówi Kora.
- „Jesteśmy ze stali” – ze wszystkich szybkich utworów, nad tym pracowałem najdłużej. MAANAM był zawieszony i nagraliśmy go z Krzysztofem Dominikiem i Marcinem Ciempielem. Jeden z nielicznych chórków męskich i jeden z moich ulubionych tekstów Kory. Sam utwór też.
- „Lipstick on the glass” – piosenka zmiksowana w Berlinie Zachodnim choć inspiracją tekstu była szminka pewnej Marioli z Londynu.
- „Nic dwa razy” – odtrutka na coraz bardziej zakręcony rock and roll. Przypomnę tylko, że Wisława Szymborska rok później została uhonorowana literacką Nagrodą Nobla.
- „Cykady na Cykladach” – wszyscy wtedy tańczyli ska i Specials i Selecter i Madness i Jamajczycy. Czemu nie. To jest ska MAANAMU[1].

Kamil Sipowicz:

„"Smycz" i "Hamlet 97" zrealizowane przez Neila Blacka w Lublinie. Reszta - same szybkie rockandrolle Maanamu. Maanam znowu pokazuje pazury. Do "Smyczy" świetny teledysk Grzegorzka. Okładka Pawła Wroniszewskiego ze zdjęciem Kory autorstwa Roberta Laski. Wewnątrz wiele zdjęć i tekstów dla fanów zespołu.”

{{Cytat}} Brakujące pola: treść. Przestarzałe pola: 1.

## Skład
- Kora – śpiew
- Marek Jackowski – gitary
- Ryszard Olesiński – gitary
- Paweł Markowski – perkusja 1, 3, 6-21
- Bogdan Kowalewski – gitara basowa 8-13, 15, 16
- Krzysztof Olesiński – gitara basowa 1-7, 17-21
- Ryszard Kupidura – perkusja 2, 4, 5

## Gościnnie
- Zbigniew Namysłowski – saksofon 7
- Krzysztof Dominik – perkusja 14
- Marcin Ciempiel – gitara basowa 14
- Konstanty Joriadis – instrumenty klawiszowe 14
- Janusz Grzywacz – instrumenty klawiszowe 12
- Piotr Dżakson Wolski – instrumenty perkusyjne 17, 18
- David Saucedo Valle – instrumenty perkusyjne 1, 19-21
- Neil Black – skrzypce, kurzweil 1 i 21

## Muzyka
- Marek Jackowski z wyjątkiem:

11 – R.Olesiński
- Słowa: Olga Jackowska z wyjątkiem:

18 – W.Szymborska i 17 – K.Sipowicz
- Foto: Robert Laska (front), Andrzej Świetlik, Jacek Poremba, Jacek Szmuc, Piotr Porębski
- Okładka: [megafon] Paweł Wroniszewski
- Kierownik produkcji: Mateusz Labuda
- Współpraca: Andrzej Zawistowski
- Managment USA: Maciej Głowacki NYC
- Managment: Mateusz Labuda (Tadeusz Lampuła), Kamil Sipowicz